# NGC 4016
NGC 4016 (również PGC 37687 lub UGC 6954) – galaktyka spiralna z poprzeczką (SBd), znajdująca się w gwiazdozbiorze Warkocza Bereniki. Odkrył ją 30 marca 1854 roku R.J. Mitchell – asystent Williama Parsonsa. NGC 4016 oddziałuje grawitacyjnie z sąsiednią NGC 4017. Ta para galaktyk została skatalogowana jako Arp 305 w Atlasie Osobliwych Galaktyk i znajduje się w odległości około 163 milionów lat świetlnych od Ziemi.
W listopadzie 2002 w NGC 4016 zaobserwowano wybuch supernowej SN 2002hm.